# 蔵本町
蔵本町（くらもとちょう）は、徳島県徳島市の町名。現行行政地名は蔵本町一丁目から蔵本町三丁目。2008年1月現在の徳島市の調査による人口は1,449人、世帯数は754世帯。郵便番号は〒770-0042。

## 地理
徳島市の北部、市街地の西部に位置し、加茂名地区に属する。北境にJR徳島線が通り、中央には国道192号が通っている。徳島県立中央病院や徳島大学病院が並んでおり、徳島県下における一大メディカルゾーンを形成している。蔵本運動公園と公園内にある徳島県営蔵本球場や蔵本公園プールは名前に「蔵本」とついてあるが、所在地は庄町である。

## 歴史
江戸時代は蔵本村と呼ばれ、明治に入り加茂名村、大正4年からは加茂名町の大字であった。昭和12年より現在の町名となった。同年一部が佐古山町・南蔵本町一丁目から三丁目・蔵本元町一丁目から三丁目・上佐古町一丁目から六丁目・佐古町一丁目から十六丁目・南佐古町一丁目から十六丁目となる。

## 施設

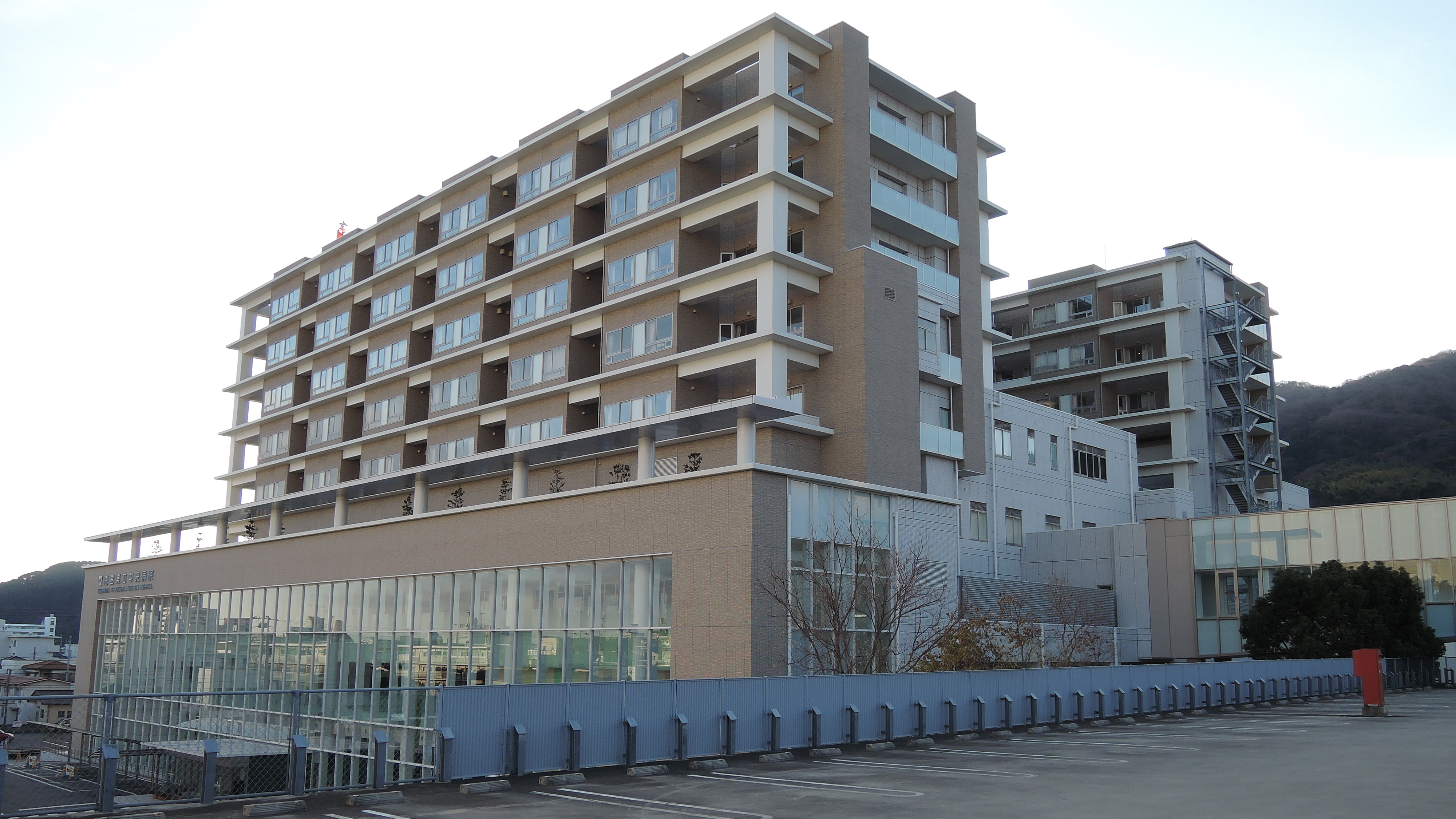
徳島県立中央病院

- 徳島大学
- 龍昇経理情報専門学校
- 徳島県立中央病院
- 徳島大学病院
- 天満病院
- シネアルテ
- 八坂神社
- 蔵清水

### かつて存在した施設
- 徳島県立看護専門学校
- くらもとパティオ

## 交通

### 鉄道
四国旅客鉄道（JR四国）徳島線が通り、蔵本駅が設置されている。

### バス
徳島バス・徳島市営バス
- 大学病院・中央病院前
- 医学部前

### 道路
一般国道
- 国道192号

都道府県道
- 徳島県道151号蔵本停車場線
- 徳島県道・香川県道1号徳島引田線